# Hans Großmann (Architekt)

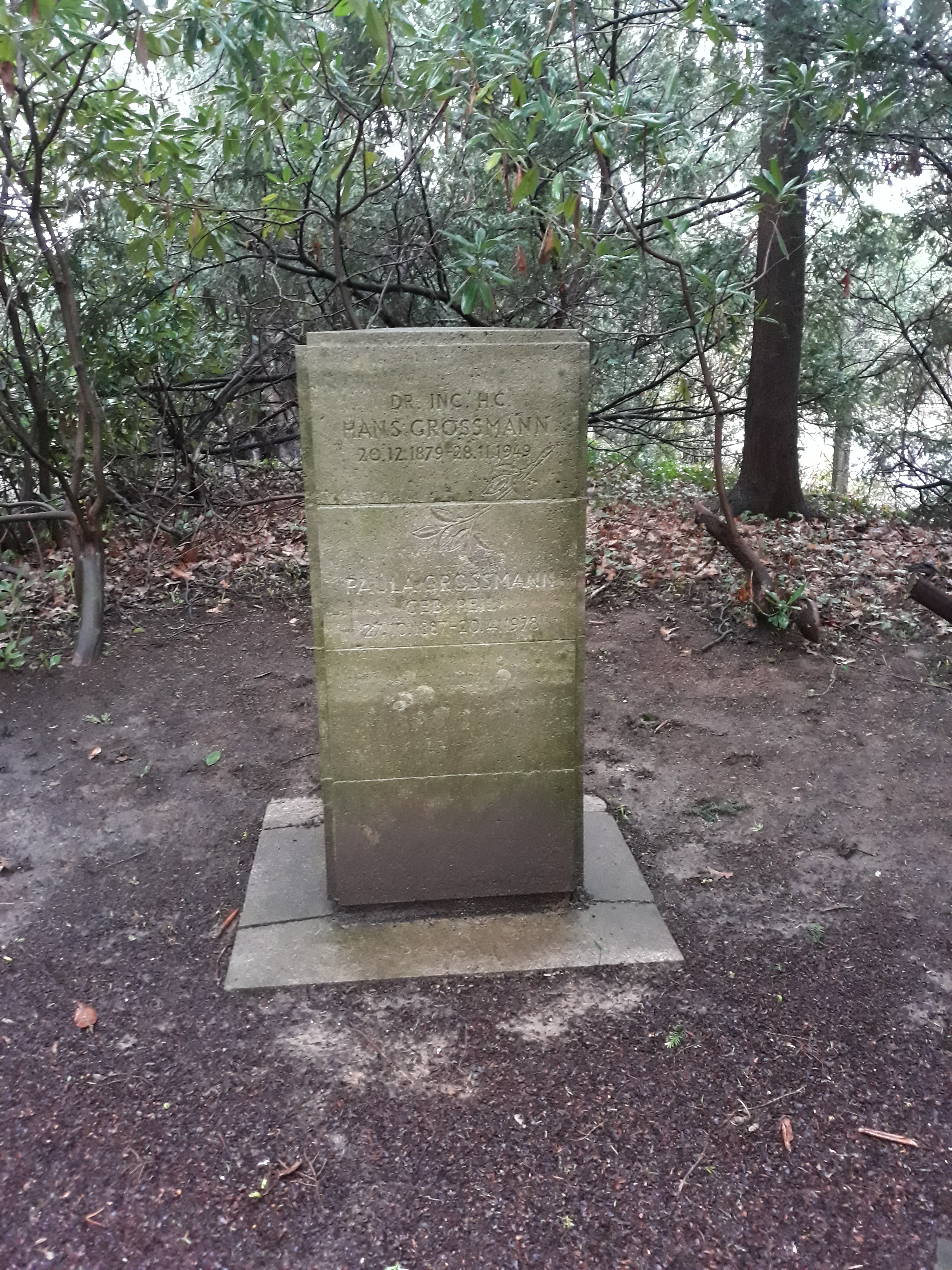
Das Grab von Hans Großmann auf dem Hauptfriedhof Mülheim an der Ruhr

Hans Großmann (* 20. Dezember 1879 in Zürich; † 28. November 1949 in Mülheim an der Ruhr) war ein deutscher Architekt.

## Leben
Hans Großmann studierte Architektur an der ETH Zürich. Danach absolvierte er von 1903 bis 1905 ein Praktikum im Architekturbüro von Hermann Billing in Karlsruhe, wo er Arthur Pfeifer kennenlernte. Mit ihm gründete Großmann 1906 das Architekturbüro Pfeifer & Großmann, das sich zunächst auf den Wohnungsbau spezialisierte. Der Schwerpunkt verlagerte sich dann auf die Entwicklung von Siedlungen in und um Karlsruhe sowie den Bau von Schul-, Verwaltungs- und Fabrikgebäuden. Zu den Projekten des jungen Architekturbüros gehörten die Wohnanlagen in der Weststadt (ab 1906), die Mitwirkung bei der Gründung der Gartenstadt Karlsruhe GmbH (1907) und die Begleitung der ersten Bauphase (1911–1915) sowie der Bau der Lohfeld- und der Hardtwaldsiedlung (1920er Jahre).
1903 unternahm Großmann erstmals eine sechsmonatige Studienreise nach Italien und wiederholte dies in den Folgejahren sechsmal. Er beschäftigte sich dort unter anderem mit den Fresken von Raffael, die einen nachhaltigen Einfluss auf sein Werk, insbesondere auf die Monumentalbauten, ausübten.
Von 1906 bis 1914 war Großmann als Leiter des Zeichenbüros und Vorstand der Abteilung Baukeramik für die Staatliche Majolika Manufaktur Karlsruhe tätig.
Nachdem Pfeifer und Großmann 1910 den ersten Preis zum Bau des neuen Mülheimer Rathauses erhalten hatten, eröffneten sie 1912 ein Zweitbüro in Mülheim an der Ruhr. Ab 1920 arbeitete Großmann hauptsächlich dort, wo er unter anderem die Stadthalle, den Wasserbahnhof, das RWW-Verwaltungsgebäude, das Klarahaus sowie zwei Kraftwerke, das Wasserkraftwerk Raffelberg und das Wasserkraftwerk Kahlenberg, baute. Auch das Hotel Duisburger Hof in Duisburg wurde im Mülheimer Büro geplant.
1926 erhielt Großmann die Ehrendoktorwürde der Technischen Hochschule Karlsruhe.

## Weitere Quellen
- Stadtarchiv Mülheim an der Ruhr, Bestände 1510 u. 1550